# Silnice II/493
Silnice II/493 je silnice II. třídy, která vede z Pozlovic do Slavičína. Je dlouhá 10,5 km. Prochází jedním krajem a jedním okresem.

## Vedení silnice

### Zlínský kraj, okres Zlín
- Pozlovice (křiž. II/492)
- Petrůvka
- Nevšová (křiž. III/4931)
- Slavičín (křiž. II/494, III/49515, III/4932)
- Hrádek na Vlárské dráze (křiž. II/495)